# Magda Wiet-Hénin
Magda Wiet-Henin (Nancy, 31 agosto 1995) è una taekwondoka francese.

## Palmarès
- Mondiali

Manchester 2019: bronzo nei 62 kg.
- Europei

Baku 2014: bronzo nei 62 kg.
Montreux 2016: argento nei 62 kg.
Sofia 2021: bronzo nei 67 kg.
Manchester 2022: argento nei -67 kg.
Belgrado 2024: argento nei -67 kg.
- Giochi europei

Cracovia 2023: bronzo nei 67 kg.
- Giochi del Mediterraneo

Oran 2022: bronzo nei 67 kg.